# Water Under the Bridge
Water Under the Bridge è un singolo della cantante britannica Adele, pubblicato il 4 novembre 2016 come quarto estratto dal terzo album in studio 25.

## Tracce
1. Water Under the Bridge – 4:00 (Adele Adkins, Greg Kurstin)

## Classifiche
| Classifica (2016) | Posizione massima |
| ----------------- | ----------------- |
| Australia         | 23                |
| Austria           | 42                |
| Belgio (Fiandre)  | 10                |
| Belgio (Vallonia) | 25                |
| Canada            | 37                |
| Francia           | 56                |
| Germania          | 80                |
| Nuova Zelanda     | 26                |
| Paesi Bassi       | 71                |
| Spagna            | 42                |
| Stati Uniti       | 26                |
| Svezia            | 74                |
| Svizzera          | 77                |
| Classifica (2017) | Posizione massima |
| Regno Unito       | 39                |

## Date di pubblicazione
| Paese       | Data di pubblicazione | Formato           |
| ----------- | --------------------- | ----------------- |
| Mondo       | 4 novembre 2016       | Download digitale |
| Stati Uniti | 14 novembre 2016      | Airplay           |